# Podunajské Biskupice
Podunajské Biskupice (dříve Biskupice nebo slovensky Biskupice pri Dunaji, maďarsky Pozsonypüspöki, německy Bischdorf) jsou městská část Bratislavy v okrese Bratislava II. Nachází se osm kilometrů východně od centra Bratislavy a má rozlohu 42,5 km², což z nich dělá největší městskou části Bratislavy.

## Přírodní poměry
Do správního území městské části zasahuje chráněná krajinná oblast Dunajské luhy a leží v něm přírodní rezervace Topoľové hony, Gajc, Kopáčsky ostrov, přírodní památka Panský diel a chráněné areály Bajdeľ a Poľovnícky les.

## Obyvatelstvo
1991:
- Slováci: 17 082 (81,01 %)
- Maďaři: 3 295 (15,63 %)
- Češi: 366 (1,74 %)
- Ostatní / nezjištěna: 344 (1,63 %)
- Celkem: 21 087 (100 %)

2001:
- Slováci: 16 212 (82,09 %)
- Maďaři: 2 760 (13,98 %)
- Češi: 285 (1,44 %)
- Ostatní: 235 (1,19 %)
- Nezjištěna: 257 (1,3 %)
- Celkem: 19 749 (100 %)

2011:
- Slováci: 17 351 (84,18 %)
- Maďaři: 2 231 (10,82 %)
- Ostatní: 502 (2,44 %)
- Nezjištěna: 527 (2,56 %)
- Celkem: 20 611 (100 %)

## Obecní správa

Městská část v rámci Bratislavy

Podunajské Biskupice byly dříve samostatnou obcí. V roce 1944 byla k této obci přičleněna obec Komárov. Dne 1. ledna 1972 se Podunajské Biskupice staly součástí Bratislavy.

### Starostové
- 1994–2002 Viliam Nagy
- 2002–2006 Oto Nevický
- 2006–2018 Alžbeta Ožvaldová
- 2018–2022 Zoltán Pék
- od 2022    Roman Lámoš

## Pamětihodnosti
- Nachází se zde klášter slovenské provincie Kongregace Milosrdných sester svatého Kříže. V klášterním kostele sv. Kříže je pohřbena blahoslavená Zdenka Cecília Schelingová, členka kongregace a mučednice z dob komunistického teroru.
- V centru obce je kostel svatého Mikuláše ze 13. století, morový sloup a menší šlechtické sídlo z 18. století. V roce 2017 zde bylo objeveno jedno z nejrozsáhlejších archeologických nalezišť na Slovensku. Při stavbě silničního obchvatu kolem Bratislavy bylo nalezeno 460 hrobů a řada artefaktů z 8. století, kdy zde byl tzv. Avarský kaganát.[4]
- Kaštel Lieskovec